# Hyosung GT 650i
Die GT 650i Naked ist ein Naked Bike des südkoreanischen Motorradherstellers Hyosung S&T Motors. Sie ist Teil einer ganzen Modellreihe, die auf dem hauseigenen Motor in der 650er-Klasse aufbaut.

## Technische Details
Das Motorrad ist seit 2004 im Programm. Die damalige Version hatte eine Leistung von 57 kW und zeigte eine wenig harmonische Leistungsentfaltung, was auch zu einem relativ hohen Verbrauch von rund fünf Litern auf 100 km beitrug. Erstmals 2009 wurde das Modell stark überarbeitet. Dabei lag der Fokus neben kleineren und optischen Veränderungen vor allem auf der Verbesserung der Bremsanlage, deren Wirkung immer wieder Kritik erfahren hatte, und der Motorsteuerung.
Die Konstruktion ist klassisch gehalten: Ein offener Doppelrohrrahmen aus Stahl trägt einen V-Motor. Ein Federbein stützt die ebenfalls aus Stahl gefertigte Kastenschwinge ab. Der Endantrieb erfolgt mittels Kette. Der Motor ist eine Eigenentwicklung von Hyosung. Er erinnert allerdings stark an die Konstruktion des SV-Antriebs des japanischen Motoren- und Motorradherstellers Suzuki, mit dem die Koreaner lange Jahre eine Partnerschaft hatten. Die Treibstoffversorgung erfolgt über eine Einspritzanlage aus eigener Herstellung. Die anfänglich verbaute einfache Telegabel ist mittlerweile durch eine Upside-Down-Gabel ersetzt worden.

## Varianten
Aus dem ersten eigenständig vertriebenen Motorrad mit dem 650er-Motor, der GT650 Comet, gingen alle weiteren Varianten hervor. Der Modellname Comet wurde bald durch das motorradtypische N ersetzt. Derzeit (Stand 2016) wird auch eine Variante mit der Bezeichnung Pro angeboten, die in die Richtung Custombike tendiert.

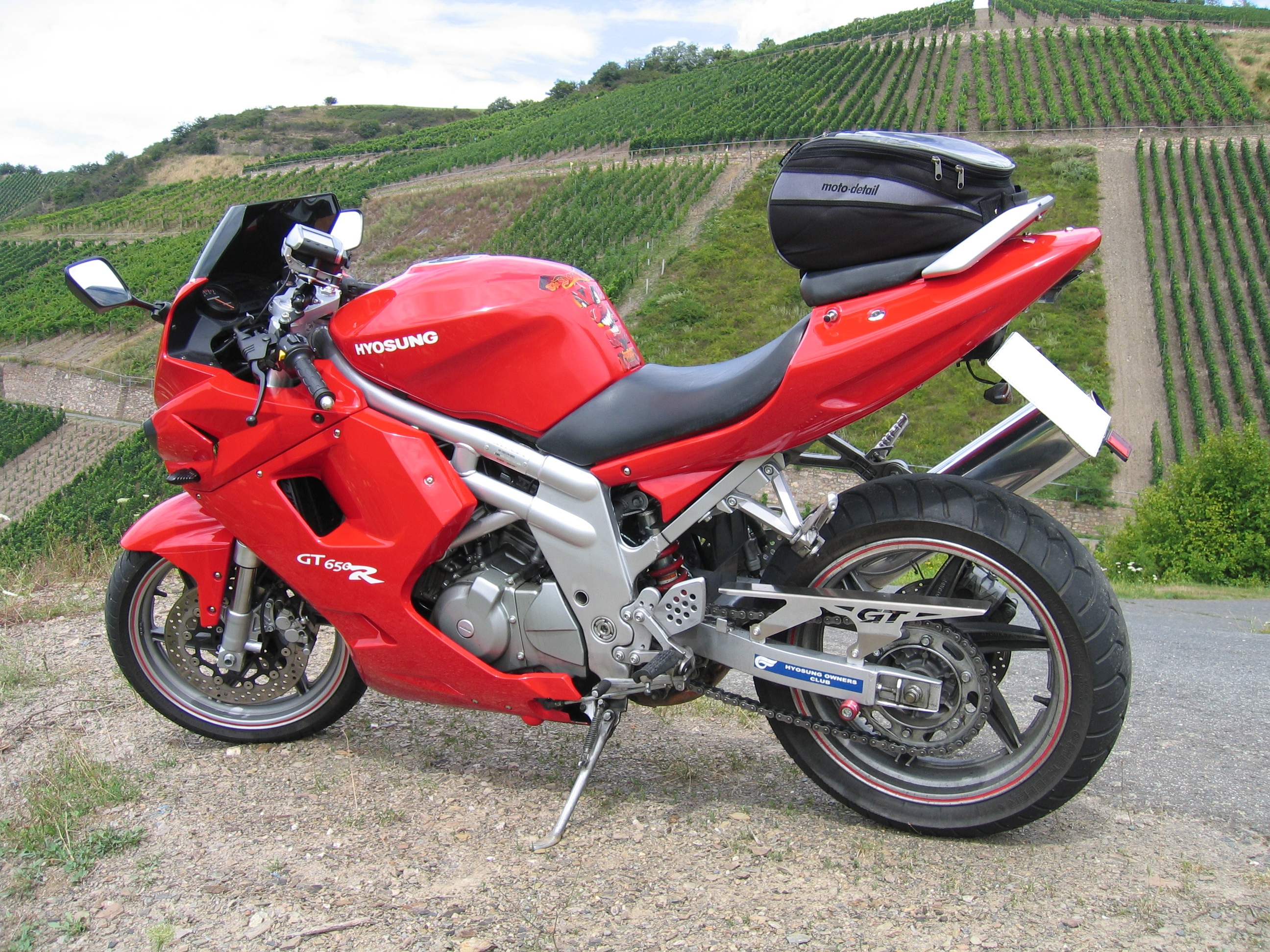
R-Version, Sporttourer, seit 2005
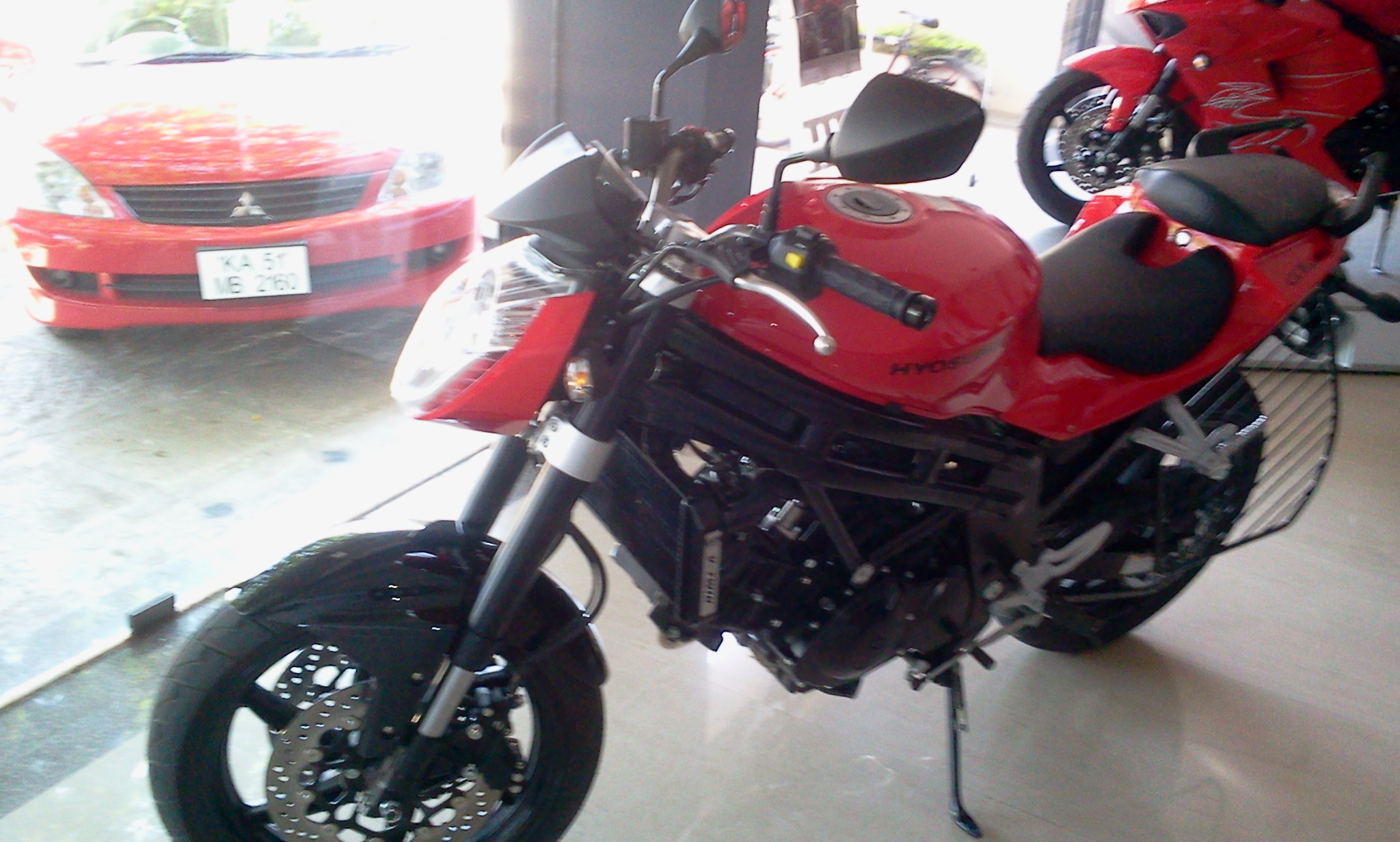
N-Version, Naked Bike, seit 2006,
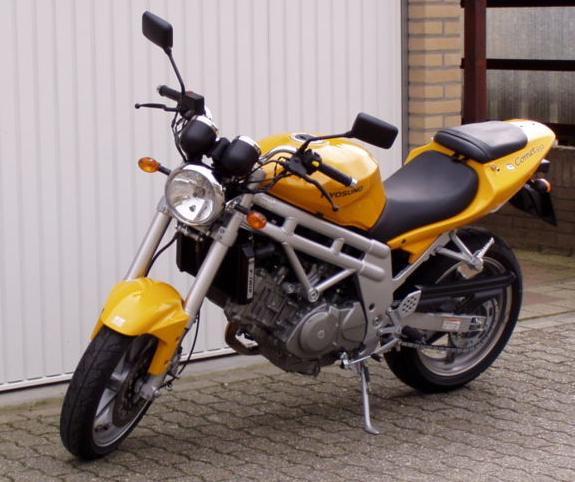
Comet von 2004, seit 2006 nur noch N